# トラン駅
トラン駅（トランえき、タイ語:สถานีรถไฟตรัง）は、タイ王国南部トラン県ムアントラン郡にある、タイ国有鉄道南本線カンタン支線の駅である。

## 概要
トラン駅は、タイ王国南部トラン県の県庁所在地であり、人口15万人が暮らすムアントラン郡にある。町の中心部に位置する為、利便性が良い。駅の正面側（東側）が、市街地である。バンコクとの間で直通夜行列車2往復（当駅始終着急行1往復、カンタン始終着快速1往復）が運行されている。クルンテープ駅から、急行列車利用で15時間程度である。

## 歴史
タイ国有鉄道南本線の本格的な工事は北側1カ所（ペッチャブリー駅）、南側2カ所（ソンクラー駅、カンタン駅）の3カ所より開始された。当駅はカンタン駅側からの工事により1913年4月1日に開業した。
- 1913年4月1日 【開業】カンタン駅 - フワイヨート駅 (49.26km)

## 駅構造
旅客ホームは片面ホーム1面のみであるが、長距離旅客列車の折返し整備等を行う車両基地を併設しており、構内は広い。

## 駅周辺
- トランバスターミナル (1.5km)
- トラン空港 (6km)